# Fiorano Canavese
Fiorano Canavese is een gemeente in de Italiaanse provincie Turijn (regio Piëmont) en telt 878 inwoners (31-12-2004). De oppervlakte bedraagt 4,3 km², de bevolkingsdichtheid is 204 inwoners per km².

## Demografie
Fiorano Canavese telt ongeveer 392 huishoudens. Het aantal inwoners steeg in de periode 1991-2001 met 3,7% volgens cijfers uit de tienjaarlijkse volkstellingen van ISTAT.
| Jaar | Inwoneraantal |
| ---- | ------------- |
| 1991 | 837           |
| 2001 | 868           |

## Geografie
Fiorano Canavese grenst aan de volgende gemeenten: Montalto Dora, Lessolo, Alice Superiore, Ivrea, Banchette, Salerano Canavese, Samone, Lugnacco, Loranzè.
1. ↑  https://demo.istat.it/?l=it.